# Кириленко Павло Веніамінович
Павло Веніамінович Кириленко (нар. 29 вересня 1976, Одеса, Українська РСР) — колишній Народний депутат України. Колишній голова Одеської обласної організації Всеукраїнського об'єднання «Свобода».

## Біографія
У 1994 році Павло Кириленко вступає до Одеського державного університету імені Іллі Мечнікова (спеціальність «Історія»).
Під час навчання в університеті розпочинає активну політичну діяльність. У 1995 році вступає до лав СНПУ — ВО «Свобода» та очолює Одеську міську партійну організацію. Після реєстрації у 2000 році Одеської обласної організації СНПУ, Кириленко стає її головою.
У 1998 році Кириленко вперше балотувався на вибори до Верховної Ради як кандидат від виборчого блоку «Менше слів». Обраний не був.
Під керівництвом Павла Кириленка організація ще у 90-х роках проводить акції на захист українців. Зокрема у 1999 році СНПУ захищає українського капітана військового десантного корабля «Рівне» Олександра Калініченка, який не дозволив продати і порізати на металобрухт військовий корабель.
У 2001 році проводилися масові екологічні акції протесту проти викидів ціаніду до річки Дунай з Румунських хімічних підприємств.
2005 року очолив компанію проти нелегальної міграції на території Одеської області. Того ж року проводить акції на захист мешканців Одеських робітничих гуртожитків, з яких після незаконної приватизації підприємств до яких вони відносилися, людей намагались викинути на вулицю.
2009 року Кириленко Павло організовує акцій проти земельного шахрайства на захист мешканців сіл Одеської області Велика Боярка, Шелехове, Кохівка, Нерубайське, Усатове.
Також був одним з організаторів акцій незаконної приватизації Одеської кіностудії та продажу Одеського припортового заводу.
Загалом Одеською організацією СНПУ (ВО "Свобода") під головуванням Кириленко було проведено сотні акцій, пікетів, мітингів, маршів на захист соціальних та гуманітарних прав громадян України.
Здобувши кваліфікацію історика та викладача історії, Кириленко кілька років займається педагогічною діяльністю у школах Одещини.
З листопада 2005 року працював начальником відділу аналітики та дослідження товарних ринків ТзОВ «Ватек ЛТД» міста Одеси, не припиняючи займатися партійною роботою, поки у жовтні 2012 не обирається народним депутатом України VII скликання.
За час перебування Кириленка на посаді голови Одеської обласної організації ВО «Свобода», також здійснювалися численні акції щодо реабілітації борців за волю України у 1920-1940 роках, вшанування жертв Голодомору та політичних репресій радянських часів, визнання Голодомору геноцидом українського народу як в Україні, так і у світі.
Започаткована кампанія з поширення історії Одещини, зокрема про повстанський рух в цьому краї у 20-30 роках минулого століття.
З грудня 2012 року Павло Кириленко — Уповноважений ВО «Свобода» у Одеській області, Народний депутат України 7-го скликання, № 9 в списку. Був членом Комітету Верховної Ради з питань підприємництва, регуляторної та антимонопольної політики.
Втратив повноваження народного депутата України 27 листопада 2014 року, після першого засідання новообраної Верховної Ради VIII скликання.
Після Майдану 2014 року Павло Кириленко займає окрему позицію в партії Свобода. На чисельних політрадах партії пропонує зайнятися аналізом пройденого шляху Свободи й визначити нові пріоритети. Це було пов'язано з тим, що більшість завдань, які ВО "Свобода" перед собою ставила, вже виконані. 
Особливо жорстка конфронтація в Павла Кириленка з керівництвом Свободи починається з 2018 року. Він пропонує новий шлях для партії. Провести ребрендинг та зосередитися на відстоюванні економічних змін в державі, а також традиційних й консервативних цінностей народу. На його думку, питання мови та історичної пам'яті були вирішені в Україні після 2014 року, проте почався насуп на ідентичність людини та її етногенетичний вид.
Але оскільки до президентських виборів залишався рік, а до парламентських півтора року, з керівництвом Свободи було узгоджено, що ці зміни краще буде робити вже після виборів. Однак у 2019 році голова ВО "Свобода" Олег Тягнибок відмовився від реформ в парії, після чого Павло Кириленко почав вимагав його відставки.
Зрештою наприкінці 2020 року Павло Кириленко оприлюднив публічно свій ультиматум керівництву Свободи https://dumskaya.net/post/a-teper-ya-vam-rozpovim-u-chomu-problema-p/author/
Реакцією керівництва Свободи на це було звинувачення Павла Кириленка в ідеологічному капітулянстві, після чого він покидає ряди парії.
У 2021 році Павло Кириленко проголосив створення нового руху під назвою Політична альтернатива "Соціум" https://www.youtube.com/watch?v=Ow6Wmzcj7lA&t=51s
У 2023 році Павло Кириленко написав коротку історію партії СНПУ (ВО "Свобода") з 1991 по 2004 роки під назвою "Брахманізм в українській політиці кінця XX початку XXI століть, або новий погляд на історію СНПУ (ВО «Свобода»)" https://t.me/kyrylenko_pavlo/1478

## Скандали
- 2 листопада 2012 року на сайті одеського видання «Таймер», афільованого з проросійським народним депутатом Ігорем Марковим, було опубліковано статтю, де Кириленка звинуватили у веденні сторінки в соцмережі ВКонтакте, на якій розміщувалися расистські та антисемітські дописи. За словами автора статті, невдовзі після публікації обліковий запис було видалено[2]. Сам Кириленко свою причетність до ведення вищезгаданої сторінки заперечив[3].
- У червні 2013 року на Facebook-сторінці Кириленка було опубліковано посилання на матеріал під назвою рос. «Отчет Красного Креста свидетельствует – никакого холокоста не было!», який було розміщено на сайті під назвою рос. «Русское агентство новостей». Згодом цей допис було видалено[4].
- 31 серпня 2023 року Кириленко на своїй особистій сторінці у Facebook опублікував допис, де у грубій манері висловив незадоволення тим, що в екіпажах поліції служать жінки, а також натякнув, що єдина користь від статево різноманітного екіпажу – послуги інтимного характеру від поліціянток для колег чоловічої статі, чим викликав обурення частини громадськості[5].